# 望月恒子
望月 恒子（もちづき つねこ、旧姓・松岡、1954年 - 2022年）は、日本のロシア文学者。文学修士。北海道大学名誉教授。同大学の元文学研究科長・学部長、元副学長。専攻は19世紀～20世紀ロシア文学、第一次亡命ロシア文学。著書に『チェーホフの『谷間』を読む』（ナウカ出版、2016年）。中央学院大学特任教授

## 略歴
- - 1972年3月 鹿児島県立甲南高等学校卒業[1]
- 1972年4月 - 1976年3月 東京大学文学部ロシア語ロシア文学専修課程卒業[4]
- 1976年4月 - 1978年3月 東京大学大学院人文科学研究科露語露文学専攻修士課程修了[4]
- 1978年4月 - 1983年3月 東京大学大学院人文科学研究科露語露文学専攻博士課程単位取得退学[4][3]
- 1995年 - 2005年 北海道大学大学院文学研究科助教授[4]
- 2005年3月 - 2017年3月 北海道大学大学院文学研究科教授[4][5]
  - 2008年、同大学文学研究科長・文学部長に選任される。同職では女性初。[6]

## 所属学会
2016年3月時点
- JSSEES（日本スラヴ東欧学会）
- 日本ロシア文学会